# EG-Index-nummer
Het EG-Index-nummer (of Annex I Index-nummer) is een identificatiecode voor gevaarlijke stoffen, van toepassing in de Europese Unie en aangegeven door Bijlage 1 van Richtlijn 67/548/EG, opgeheven door Verordening (EG) nr. 1272/2008.
Het EG-Index-nummer bestaat uit een reeks van negen cijfers in de volgorde 123-456-78-9. Hierbij is
- 123: het atoomnummer van het meest kenmerkende chemische element (voorafgegaan door één of twee nullen om tot drie cijfers te komen) of het nummer van de gebruikelijke categorie voor organische stoffen;

- - De categorieën voor organische stoffen beginnen allemaal met 6 (het atoomnummer van koolstof) en zijn :

| categorienummer (123) | stofklasse                         |
| --------------------- | ---------------------------------- |
| 601                   | koolwaterstoffen                   |
| 602                   | gehalogeneerde koolwaterstoffen    |
| 603                   | alcoholen en derivaten             |
| 604                   | fenolen en derivaten               |
| 605                   | aldehyden en derivaten             |
| 606                   | ketonen en derivaten               |
| 607                   | organische zuren en derivaten      |
| 608                   | nitrilen                           |
| 609                   | nitroverbindingen                  |
| 610                   | chloornitroverbindingen            |
| 611                   | azoxy- en azoverbindingen          |
| 612                   | aminoverbindingen                  |
| 613                   | heterocyclische basen en derivaten |
| 614                   | glycosiden en alkaloïden           |
| 615                   | cyanaten en isocyanaten            |
| 616                   | amiden en derivaten                |
| 617                   | organische peroxiden               |
| 647                   | enzymen                            |
| 648                   | complexe steenkoolderivaten        |
| 649                   | complexe aardoliederivaten         |
| 650                   | diversen                           |

- 456: het volgnummer van de stof binnen de reeks stoffen met dezelfde 123-code;

- 78: een code voor de vorm waarin de stof wordt geproduceerd of op de markt wordt gebracht;

- 9: het controlecijfer dat volgens de methode voor het ISBN (Internationaal Standaard Boeknummer) wordt berekend.

Het EG-Index-nummer voor natriumchloraat is bijvoorbeeld 017-005-00-9 (chloor heeft atoomnummer 17).
Het EG-Index-nummer dient niet verward te worden met het zevencijferige EG-nummer.